# Frank Sedgman
Frank Alan Sedgman (Mont Albert, Australia, 29 de octubre de 1927) es un extenista australiano, que se destacó entre los mejores del mundo a finales de los años 40 y comienzos de los 50, tanto en individuales como en dobles, especialidad en la cual formó una de las mejores parejas de todos los tiempos junto a su compatriota Ken McGregor. Juntos conquistaron los 4 títulos de Grand Slam en 1951, siendo la única pareja de dobles en conseguirlo en la historia del deporte, su gran cuenta pendiente en individuales fue obtener el Grand Slam de carrera ya que no pudo triunfar en el torneo de Roland Garros.

## Torneos de Grand Slam

### Campeón Individuales (5)
| Año  | Torneo                            | Oponente en la final | Resultado       |
| 1949 | Campeonato Australiano            | John Bromwich        | 6-3 6-2 6-2     |
| 1950 | Campeonato Australiano            | Ken McGregor         | 6-3 6-4 4-6 6-1 |
| 1951 | US National Singles Championships | Vic Seixas           | 6-4 6-1 6-1     |
| 1952 | Wimbledon                         | Jaroslav Drobný      | 4-6 6-2 6-3 6-2 |
| 1952 | US National Singles Championships | Gardnar Mulloy       | 6-1 6-2 6-3     |

### Finalista Individuales (3)
| Año  | Torneo                 | Oponente en la final | Resultado         |
| 1950 | Wimbledon              | Budge Patty          | 1-6 10-8 2-6 3-6  |
| 1952 | Campeonato Australiano | Ken McGregor         | 5-7 10-12 6-2 2-6 |
| 1952 | Campeonato Francés     | Jaroslav Drobný      | 2-6 0-6 6-3 4-6   |

### Campeón Dobles (9)
| Año  | Torneo                            | Pareja        | Oponentes en la final         | Resultado            |
| 1948 | Wimbledon                         | John Bromwich | Tom Brown Gardnar Mulloy      | 5-7 7-5 7-5 9-7      |
| 1950 | US National Doubles Championships | John Bromwich | Gardnar Mulloy Bill Talbert   | 7-5 8-6 3-6 6-1      |
| 1951 | Campeonato Australiano            | Ken McGregor  | John Bromwich Adrian Quist    | 11-9 2-6 6-3 4-6 6-3 |
| 1951 | Campeonato Francés                | Ken McGregor  | Gardnar Mulloy Dick Savitt    | 6-2 2-6 9-7 7-5      |
| 1951 | Wimbledon                         | Ken McGregor  | Jaroslav Drobný Eric Sturgess | 3-6 6-2 6-3 3-6 6-3  |
| 1951 | US National Doubles Championships | Ken McGregor  | Don Candy Mervyn Rose         | 10-8 6-4 4-6 7-5     |
| 1952 | Campeonato Australiano            | Ken McGregor  | Don Candy Mervyn Rose         | 6-4 7-5 6-3          |
| 1952 | Campeonato Francés                | Ken McGregor  | Gardnar Mulloy Dick Savitt    | 6-3 6-4 6-4          |
| 1952 | Wimbledon                         | Ken McGregor  | Vic Seixas Eric Sturgess      | 6-3 7-5 6-4          |

### Finalista Dobles (5)
| Año  | Torneo                            | Pareja             | Oponentes en la final            | Resultado             |
| 1947 | Campeonato Australiano            | George Worthington | John Bromwich Adrian Quist       | 1-6 3-6 1-6           |
| 1948 | Campeonato Australiano            | Colin Long         | John Bromwich Adrian Quist       | 6-1 8-6 7-9 3-6 6-8   |
| 1948 | Campeonato Francés                | Harry Hopman       | Lennart Bergelin Jaroslav Drobný | 6-8 1-6 10-12         |
| 1949 | US National Doubles Championships | George Worthington | John Bromwich Bill Sidwell       | 4-6 0-6 1-6           |
| 1952 | US National Doubles Championships | Ken McGregor       | Mervyn Rose Vic Seixas           | 6-3 8-10 8-10 8-6 6-8 |